# Флоренс Саттон
Флоренс Саттон (англ. Florence Sutton; 2 вересня 1883 — 16 жовтня 1974) — колишня американська тенісистка.
Найвищим досягненням на турнірах Великого шолома були фінали в одиночному та парному розрядах.

## Фінали турнірів Великого шолома

### Одиночний розряд (1 поразка)
| Результат | Рік  | Турнір                           | Покриття | Суперниця             | Рахунок        |
| --------- | ---- | -------------------------------- | -------- | --------------------- | -------------- |
| Поразка   | 1911 | Відкритий чемпіонат США з тенісу | Трава    | Гейзел Гочкіс-Вайтмен | 10–8, 1–6, 7–9 |

### Парний розряд (1 поразка)
| Результат | Рік  | Турнір                           | Покриття | Партнерка   | Суперниці                           | Рахунок       |
| --------- | ---- | -------------------------------- | -------- | ----------- | ----------------------------------- | ------------- |
| Поразка   | 1911 | Відкритий чемпіонат США з тенісу | Трава    | Дороті Ґрін | Гейзел Гочкіс-Вайтмен Елеонора Сірс | 6–4, 4–6, 6–2 |

## Other significant finals

### Одиночний розряд (1 поразка)
| Результат | Рік  | Турнір             | Суперниця  | Рахунок  |
| --------- | ---- | ------------------ | ---------- | -------- |
| Поразка   | 1906 | Мастерс Цинциннаті | Мей Саттон | 5–7, 2–6 |

### Парний розряд (1 поразка)
| Результат | Рік  | Турнір             | Партнерка   | Суперниці                | Рахунок       |
| --------- | ---- | ------------------ | ----------- | ------------------------ | ------------- |
| Поразка   | 1906 | Мастерс Цинциннаті | Lula Belden | Мей Саттон Марджорі Додд | 3–6, 6–3, 3–6 |